# Тооми
То́оми (ест. Toomõ järv) — природне озеро в Естонії, у волості Вастселійна повіту Вирумаа.

## Розташування
Тооми належить до Чудського суббасейну Східноестонського басейну.
Озеро лежить на захід від села Вана-Саалузе на висоті 145 м над рівнем моря.

## Опис
Загальна площа озера становить 0,2 га. Довжина берегової лінії — 174 м.